# Kimberley Walsh
Kimberley Jane Walsh (Bradford, West Yorkshire, Anglia, 1981. november 20. –) angol énekesnő, a Girls Aloud lányegyüttes egyik tagja.

## Egyéb médiaszereplései
Számos magazin címlapján szerepelt már. (pl. Company, Cosmopolitan, FHM Archiválva 2013. május 9-i dátummal a Wayback Machine-ben) 2009-ben a világ 37. legszexisebb nőjének tartották. 2009 végén és 2010 elején a New Look reklámarca volt. Ezen kívül az emlőrák elleni küzdelem egyik sztárarca is ő volt. 2009-ben megkapta az év Yorkshire-i nője kitüntetést.
Az X Factor 5. évadának "Látogatás a zsűrinél" szakaszában a szintén Girls Aloud tag Cheryl Cole mellett vendégzsűritagként tevékenykedett.

## Magánélete
Most Justin Scott énekes a párja, korábban Martin Pemberton focistával is járt.

## Diszkográfia

### Stúdióalbumok
- 2003 – Sound of the Underground
- 2004 – What Will the Neighbours Say?
- 2005 – Chemistry
- 2007 – Tangled Up
- 2008 – Out Of Control

### Válogatás albumok
- 2006 – The Sound of Girls Aloud
- 2007 – Mixed Up
- 2008 – Girls A Live

### DVD-k
- 2005 – Girls on Film
- 2005 – What Will The Neighbours Say:Live From Hammersmith Apollo
- 2006 – Girls Aloud: Off The Record
- 2006 – Chemistry Tour: Live From Wembley Arena 2006
- 2007 – Style
- 2008 – Tangled Up: Live From The O2 2008
- 2008 – Ghost Hunting With Girls Aloud 2008
- 2008 – Out Of Control: Live From The 02 2009